# Alan Eugene Magee
Alan Eugene Magee (* 13. Januar 1919 in Plainfield, New Jersey; † 20. Dezember 2003 in San Angelo, Texas) war ein US-Amerikaner, der einen ungebremsten Sturz aus ca. 6.000 Meter Höhe überlebte.

## Militärische Karriere
Magee, als jüngstes von sechs Geschwistern in Plainfield im US-Bundesstaat New Jersey geboren, hatte sich unmittelbar nach dem japanischen Angriff auf Pearl Harbor freiwillig zu den US Army Air Forces gemeldet. 1943 gehörte er als MG-Schütze im Range eines Staff Sergeants zur zehnköpfigen Besatzung eines in England stationierten B-17-Bombers mit dem Spitznamen Snap! Crackle! Pop!, der zu Angriffen auf Ziele im deutsch besetzten Frankreich eingeteilt war. Magees Platz in der Maschine war der kugelförmige Waffenturm unter der Rumpfmitte. Der Platz darin war so beengt, dass das darin befindliche Besatzungsmitglied grundsätzlich keinen Fallschirm am Körper tragen konnte.

## Luftangriff am 3. Januar 1943 auf St. Nazaire
Die Snap! Crackle! Pop! gehörte zum 360. Geschwader der 303. Bombergruppe, die gemeinsam mit der 306. Bombergruppe am 3. Januar 1943 Torpedolager im französischen St. Nazaire angreifen sollte; St. Nazaire war damals einer der Hauptstützpunkte deutscher U-Boote. Insgesamt nahmen 85 schwere amerikanische Bomber an dem recht verlustreich verlaufenden Einsatz teil (in der Bilanz starben 75 amerikanische Soldaten, darunter auch Major Charles C. Sheridan, der Kommandeur des 427. Geschwaders; 7 Bomber wurden abgeschossen und 47 beschädigt).
Kurz vor dem Zielgebiet gerieten die Flugzeuge in starkes Flakfeuer, wobei die Snap! Crackle! Pop! im Bereich des Kugelturmes getroffen wurde und Magee unmittelbar verletzt wurde. In dem Gedanken, dass die Besatzung wohl mit dem Fallschirm abspringen müsste, versuchte Magee, in den Rumpf zu klettern, um seinen dort befindlichen Fallschirm anzulegen, musste aber feststellen, dass er durch den Treffer unbrauchbar geworden war. Blutend versuchte er, zum im vorderen Rumpfteil befindlichen Funker zu gelangen, um womöglich mit ihm einen Tandemsprung zu wagen, als der Bomber nochmals einen Flaktreffer erhielt, wodurch Magee ein weiteres Mal verletzt wurde. Als schließlich noch eine deutsche Focke-Wulf Fw 190 A4 angriff und Teile der rechten Tragfläche des Bombers abbrachen, war das Schicksal des Bombers endgültig besiegelt, und er geriet ins Trudeln; Dabei wurde Magee durch das Loch, das der zweite Flaktreffer in den Rumpf gerissen hatte, ins Freie geschleudert.
Der Bomber schlug schließlich bei der Ortschaft La Baule les Pins, rund 10 Kilometer westlich von St. Nazaire, auf und riss dabei sieben Besatzungsmitglieder in den Tod; lediglich dem Navigator und dem Heckschützen war der Absprung mit dem Fallschirm gelungen. Sie landeten im Meer, wurden aber von deutschen Soldaten gerettet (wonach allerdings einem von ihnen aufgrund der erlittenen Flakverletzungen ein Bein abgenommen werden musste; er wurde bereits wenig später repatriiert).

## Das „Wunder von St. Nazaire“
Nachdem Magee aus dem brennenden Bomber herausgeschleudert worden war, erlangte er kurzzeitig das Bewusstsein wieder, wobei er nach eigenem Bekunden betete: „I don’t wish to die because I know nothing of life.“ (Ich möchte noch nicht sterben – ich kenne ja das Leben noch gar nicht.) Anschließend wurde er wieder bewusstlos und durchschlug in diesem Zustand das schräg stehende Glasdach des Bahnhofs von St. Nazaire. Dann blieb er schließlich schwer verletzt, aber lebend, in der Stahlgitterkonstruktion des Daches über den Gleisen hängen. Magees Arm war nahezu völlig abgetrennt, Auge und Nase wiesen Quetschungen auf, auch die Zähne waren betroffen, das rechte Knie- und Sprunggelenk wiesen Brüche auf. Des Weiteren hatte Magee ernste Lungen- und Nierenverletzungen. Obendrein befanden sich 28 Geschosssplitter der Flak in seinem Körper.
Magee wurde von deutschen Wachsoldaten gerettet und in das Hotel Hermitage in La Baule gebracht, das damals als Lazarett diente. Dort nahm sich ein Wehrmachtsarzt des Schwerverletzten an. Als Magee das Bewusstsein wiedererlangt hatte, begrüßte ihn der Arzt mit den Worten: „Wir sind zwar Feinde, aber in allererster Linie bin ich Arzt und werde mein Bestes tun, um ihren Arm zu retten.“ Tatsächlich wurde Magee in der Folgezeit eine sehr gute medizinische Behandlung zuteil, und er genas vollständig von seinen Verletzungen. Den Namen seines medizinischen Retters hat Magee nie in Erfahrung bringen können.
Magee, der zwei Flaktreffer, den Angriff eines Jagdflugzeugs und einen freien Fall aus 6000 Meter Höhe überlebt hatte, galt fortan als das „Wunder von St. Nazaire“ (the miracle of St. Nazaire).
Nach zweieinhalb Monaten in Behandlung konnte er in ein Kriegsgefangenenlager überstellt werden, wo er bis zum Kriegsende im Mai 1945 blieb.

## Nach dem Krieg
Nach seiner Befreiung wurde Magee mit der Air Medal und dem Purple Heart ausgezeichnet. Er arbeitete anschließend in der Luftfahrtbranche, u. a. im Bereich der Luftfracht. Magee beendete seine Berufstätigkeit im Jahr 1979 und verbrachte seinen Lebensabend im Norden von New Mexico.
Im Jahr 1981 listete das Smithsonian Magazine die Geschichte von Magees Rettung als eine der zehn erstaunlichsten Überlebensgeschichten aus dem Zweiten Weltkrieg auf.
Fünfzig Jahre nach dem Absturz, am 3. Januar 1993, würdigte die Stadt St. Nazaire das Ereignis mit der Errichtung eines mannshohen Denkmals für die Besatzung des abgeschossenen Bombers.
Im September 1995 besuchte Magee gemeinsam mit seiner Frau Helen erstmals wieder St. Nazaire, um ein Denkmal für seine verstorbenen Crewkameraden zu enthüllen und einzuweihen. Ferner pflanzte er einen „Friedensbaum“. Bei dieser Gelegenheit wurde ihm die Ehrenbürgerwürde der Stadt St. Nazaire verliehen.
Er starb am 20. Dezember 2003 im Alter von 84 Jahren an den Folgen eines Schlaganfalls und Nierenversagen.

## Sonstiges
- Der Name des Bombers Snap! Crackle! Pop! ergab sich aus den drei Werbemaskottchen der Kellogg Company, bei der der Pilot der Maschine, Jacob W. Fredericks, vor dem Krieg in verantwortlicher Stellung gearbeitet hatte. Das Rumpfstück mit  der Illustration der drei Figuren, die auf einer Bombe sitzen, wurde von den Deutschen aus dem Wrack des Rumpfes herausgeschnitten und ist bis heute erhalten.
- Das Hotel Hermitage in La Baule, wo Magee medizinisch behandelt wurde, existiert bis heute.
- Unter den Teilnehmern des Bombenangriffs auf St. Nazaire am 3. Januar 1943 war auch die bekannt gewordene Maschine Memphis Belle.

## Vergleichbare Ereignisse
Es gab einige weitere Ereignisse, bei denen Menschen einen Sturz aus sehr großen Höhen überlebten; einige Beispiele:
- 1942 überlebte der sowjetische Flieger Ivan Chisov schwerverletzt einen Sturz aus über 6000 Metern Höhe, nachdem er aufgrund einer eingetretenen Bewusstlosigkeit die Reißleine seines Fallschirms nicht gezogen hatte; er kam auf einem schneebedeckten Hang auf, den er herunterrutschte.
- Nicholas Alkemade, Heckschütze einer Avro Lancaster, sprang am 24. März 1944 – bereits schwer verletzt – aus seinem brennenden Flugzeug ohne Fallschirm und überlebte den 5000-Meter-Sturz in ein mit tiefem Schnee bedecktes Waldgebiet ohne wesentliche zusätzliche Verletzungen.[2]
- Die Deutsche Juliane Koepke überlebte 1971, angeschnallt an ihren Flugzeugsitz, den Sturz aus rund 3000 Metern Höhe über dem peruanischen Regenwald.[3]